# Avance de frais de mandat
 (mai 2025).
Si vous disposez d'ouvrages ou d'articles de référence ou si vous connaissez des sites web de qualité traitant du thème abordé ici, merci de compléter l'article en donnant les références utiles à sa vérifiabilité et en les liant à la section « Notes et références ».
L'avance de frais de mandat est une somme d'argent versée par avance aux parlementaires français, mise en place le 1er janvier 2018, pour faire face aux diverses dépenses liées à l’exercice de leur mandat qui ne sont pas directement prises en charge ou remboursées par les Assemblées. Il remplace l'IRFM.
Le montant mensuel de cette avance est actuellement de 5 373 € pour les députés et 6 600 € pour les sénateurs. Ce montant est revalorisé comme les traitements de la fonction publique.
Les dépenses doivent faire l'objet de justifications et les sommes non dépensées doivent être restituées. L'AFM est versée sur un compte bancaire dédié uniquement à cet usage.
Chaque année, un tiers des députés sont tirés au sort pour être contrôlés.
Une tolérance de 150 euros par semaine sans justificatif est appliquée. La justification doit quand même apparaître dans l'application dédiée.